# La caída
La caída (bra: Mergulho) é um filme de drama esportivo dirigido por Lucía Puenzo e lançado no Amazon Prime Video em 2022. Protagonizado por Karla Souza, o enredo do filme trata sobre situações de abuso não só sexual, como também psicológico dentro do universo dos esportes.

## Enredo
Mariel (Karla Souza) luta pela última chance de competir nas Olimpíadas como saltadora. Ela enfrenta alguns problemas físicos e um relacionamento complicado com seu treinador e parceiro. À medida que algumas revelações sórdidas vêm à tona, Mariel tem que questionar se vencer é realmente o seu maior sonho.

## Elenco
- Karla Souza como Mariel
- Hernán Mendoza como Braulio
- Dèja Ebergenyi como Nadia
- Fernanda Borches como Irene
- Claudia Lobo como Carmen
- Enrique Singer como Gerardo
- Mabel Cadena como Analía
- Christian Vazquez como Carlos
- María Renée Prudencio como Dr. Pezet
- Francisco Pinochet Aubele como Locutor Griego
- Ari Brickman como Cuarenton
- Asesora Clavados como Azul
- Kike Coria como Fernando
- Axel Santiago Cruz como Nadador
- Viviana del Angel como Alejandra
- Santiago Emiliano como Jaime
- Santiago Emilio como Jaime
- Serafín Esquivel como Medico traumatologo
- Gizeht Galatea como Nadadora
- Bertha Alicia Gonzalez como Fidela Limpieza CDOM
- Rogelio Gonzlez como Funcionario CDOM
- Alan Guzman como nadador
- Ricardo Lobera como Cajero Farmacia
- Nuria Loya como Brenda
- Grisha Martínez como Tizoc
- Yolotl Martínez como Alfonso
- Emily Partida como mergulhador
- Mauricio Pimentel como Padre Nadia
- Ruth Ramos como Periodista Paty
- Amalia Rangel como Balconista da Farmácia
- Julio César Rodríguez como Nadador
- Cirilo Santiago como Vigilante
- Samantha Solorio como Nadadora
- Hannia García Villalvazo como Mariel
- Gabino Zarate como Padre

## Prêmios e indicações
| Prêmio                  | Data                   | Categoria                                | Indicado(s) | Resultado |
| ----------------------- | ---------------------- | ---------------------------------------- | ----------- | --------- |
| Prêmios Cóndor de Plata | 22 de maio de 2023     | Melhor filme em coprodução com Argentina | La caída    | Indicado  |
| Emmy Internacional      | 20 de novembro de 2023 | Melhor Performance por uma Atriz         | Karla Souza | Venceu    |
| Emmy Internacional      | 20 de novembro de 2023 | Melhor Telefilme ou Minissérie           | La caída    | Venceu    |